# LVG C.I
LVG C.I(II) — немецкий двухместный разведывательный биплан разработанный в середине 1910-х годов самолётостроительной корпорацией LVG для Имперских военно-воздушных сил Германии.
В 1915г возросло значение истребительной авиации, что в свою очередь привело к высоким потерям среди самолётов-разведчиков. Это привело к тому что руководству германских ВВС потребовался вооружённый вариант данного самолёта, что и было проделано фирмой LVG, создавшей вариант C.I, представлявший собой улучшеный вариант разведчика LVG B.I/BII с усиленной конструкцией, где пилот и наблюдатель поменялись местами (до этого наблюдатель сидел в передней кабине, а пилот в задней) и добавилось вооружение в виде пулемёта Parabelum, установленного на кольцевой пулемётной турели Шнейдера в задней кабине (этот вариант стал настолько удачным, что применялся на самолётах этого типа вплоть до конца войны). Был выпущен лишь небольшой серией, уступив место основному серийному варианту LVG C.II.

## Модели
- LVG C.I — первоначальный проект с 120 кВт (160 л. с.) двигателем Mercedes D III[нем.].
- LVG C.II — производственная версия.
- LVG C.III — единичный экспериментальный самолёт, наблюдатель и пулемёт перемещены в переднюю кабину.
- LVG C.IV — более мощный, 160 кВт (220 л. с.), двигатель Mercedes D.IV.

## Эксплуатанты
Германская Империя
- Имперские военно-воздушные силы Германии
- Кайзерлихмарине

 Швейцария
- Военно-воздушные силы Швейцарии

## Спецификация (C.II)
Источник Donald, David, The Encyclopedia of World Aircraft (pg 553). (1997). Prospero Books. ISBN 1-85605-375-X
Основные характеристики
- Экипаж: 2
- Пассажиры: 2
- Длина: 8.10 м (26 фт 7 дм)
- Размах крыла: 12.85 м (42 фт 2 дм)
- Высота: 2.93 м (9 фт 7.25 дм)
- Площадь крыла: 37.60 м² (404.74 кв. фт)
- Масса пустого: 845 кг (1,863 lb)
- Взлётная масса: 1,405 кг (3,097 lb)
- Двигатель: 1 × Mercedes D III[нем.], 119 кВт (160 лс)

Лётные характеристики
- Максимальная скорость: 130 км/ч (81 миль/ч)
- Продолжительность полёта: 4 ч
- Практический потолок: 4,000 м (13,125 фт)

Вооружения
- 1 × передвижной 7.92 мм пулемёт MG 14 Parabellum
- 1 × передний фиксированный 7.92-мм пулемёт LMG 08/15
- до 60 кг лёгких бомб.